# Барях Самійло Йосипович
Самійло Йосипович Барях (нар. 25 травня 1889, Бердичів — пом. невідомо) — графік і педагог.

## Біографія
Народився 13 [25] травня 1889 року в місті Бердичеві (тепер Житомирська область, Україна). У 1902–1908 роках навчався в Одеському художньому училищі. З 1909 року жив у Бердичеві, де працював оформлювачем у місцевій пресі. У 1923—1931 роках викладав у школах Радомишля і Бердичева.
У 1933–1941 роках працював у газетах Києва. Виконував карикатури на політичні та побутові теми, а також портрети для газет «Коммунист» (1936–1940, Київ), «Вільна Україна» (з 1946 року, Львів), «Львівська правда» (з 1948 року, Львів), «Закарпатская правда» (з 1957 року, Ужгород).
З 1960 року працював у галузі промислової графіки (виконував поштові листівки, поштові марки).